# Біосферні заповідники України

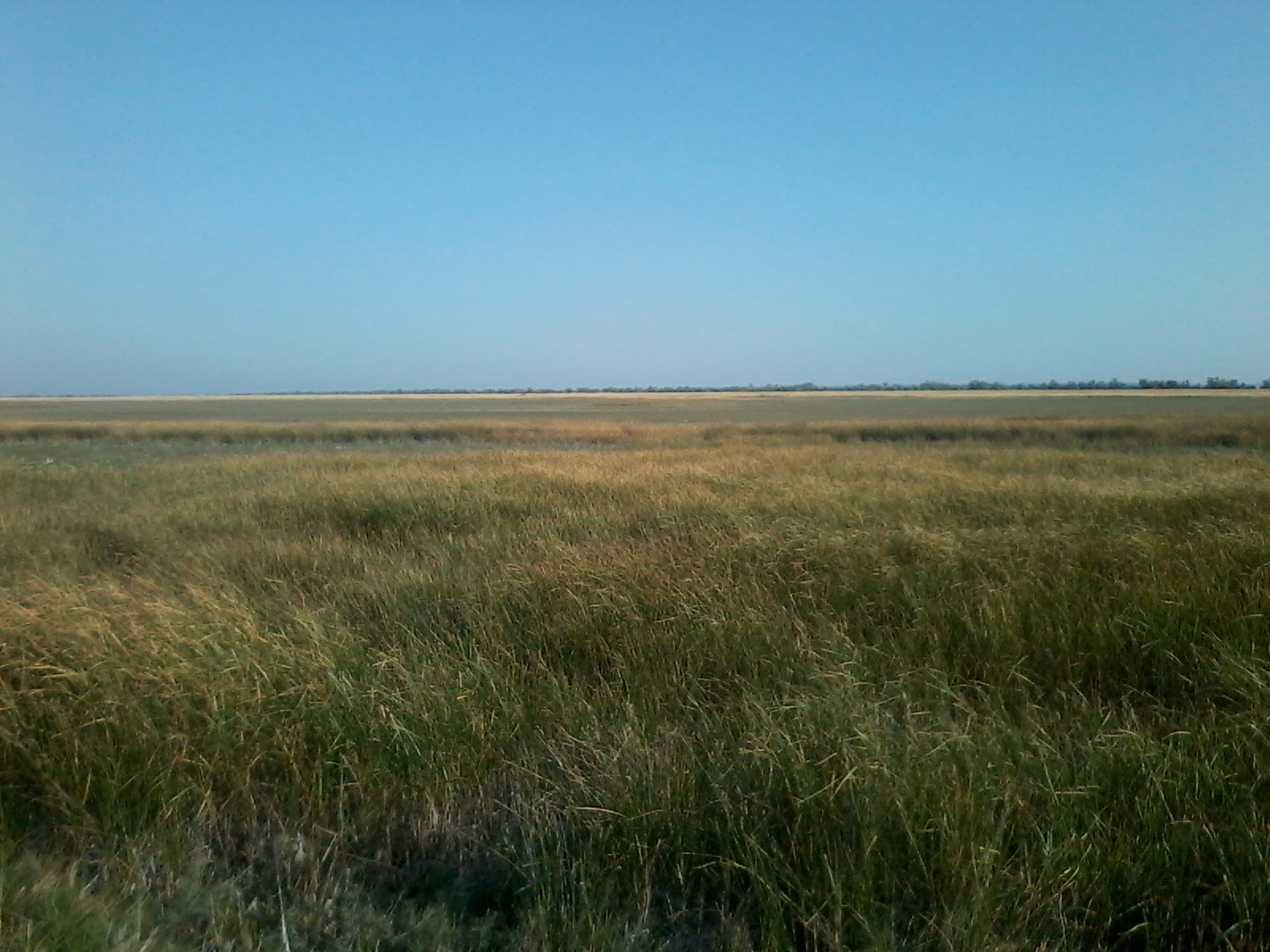
Трави Кінбурнської коси

Біосферні заповідники України — природоохоронні, науково-дослідні установи міжнародного значення, що створюються з метою збереження в природному стані найтиповіших природних комплексів біосфери, здійснення фонового екологічного моніторингу, вивчення навколишнього природного середовища, його змін під дією антропогенних факторів. В Україні розташовано 5 біосферних заповідників.

## Перелік біосферних заповідників
| Назва                                                       | Рік створення | Площа, га | Область                                          |
| ----------------------------------------------------------- | ------------- | --------- | ------------------------------------------------ |
| Чорнобильський радіаційно-екологічний біосферний заповідник | 2016          | 226 964,7 | Київська область (Чорнобильська зона відчуження) |
| «Асканія-Нова»                                              | 1898          | 33 307,6  | Херсонська область                               |
| Дунайський біосферний заповідник                            | 1998          | 50 252,9  | Одеська область                                  |
| Карпатський біосферний заповідник                           | 1968          | 57 880    | Закарпатська область                             |
| Чорноморський біосферний заповідник                         | 1983          | 109 254,8 | Херсонська, Миколаївська області                 |

## Неузгодження міжнародної і національної категорій
Категорія «біосферний заповідник» вперше була введена до списку категорій природно-заповідного фонду в 1992 році, з прийняттям Закону України «Про природно-заповідний фонд України» — як аналог міжнародної категорії «біосферний резерват». Автори закону відзначали, що в світі біосферними заповідниками оголошують території особливо цікавих на міжнародному рівні національних парків або інших природоохоронних територій, тим самим надаючи їм додаткового статусу.

Закон виділив «біосферні заповідники» як окрему категорію природно-заповідного фонду, тобто в Україні вони 

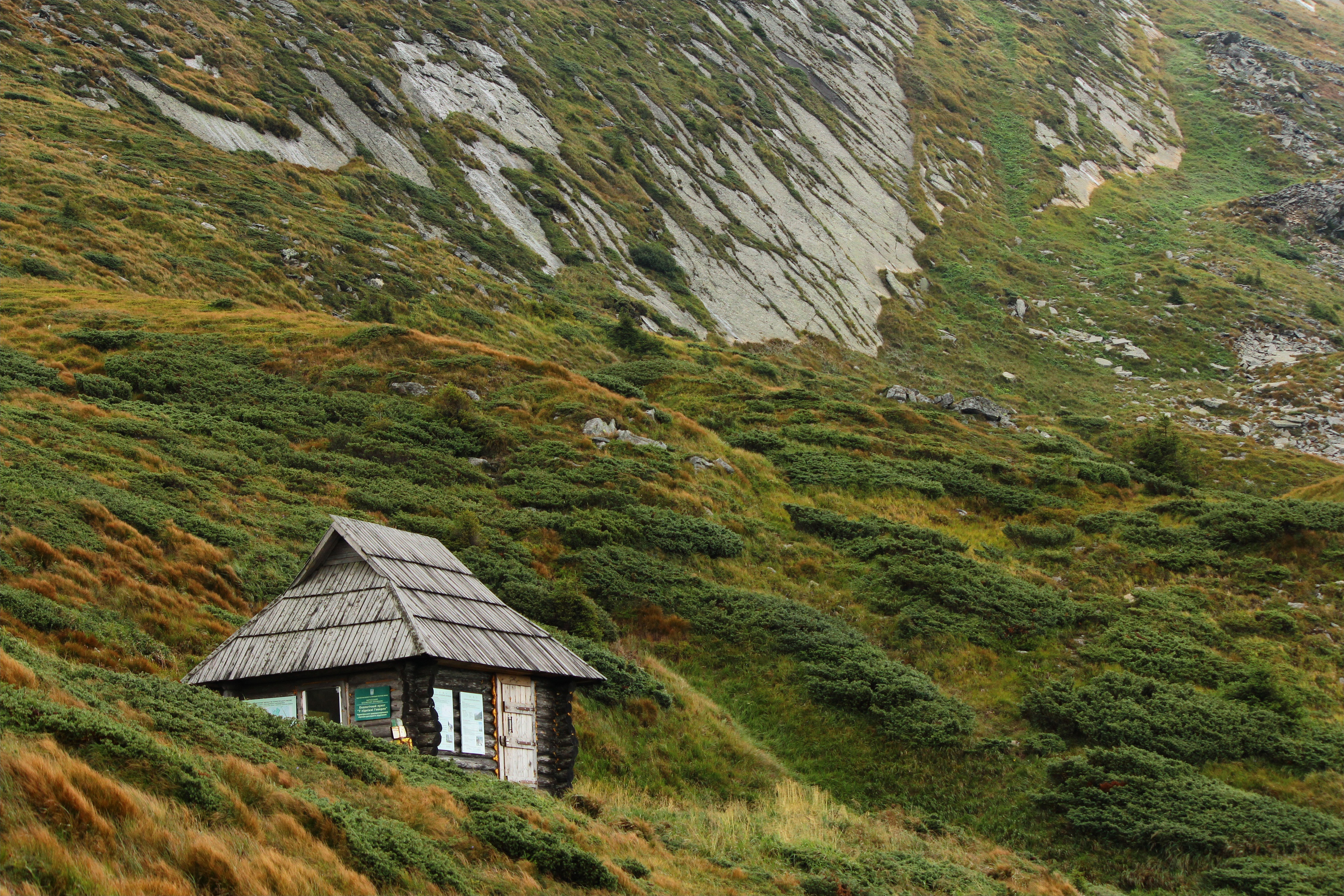
Екологічний пункт Карпатського біосферного заповідника біля підніжжя Говерли

створюються Указом Президента, а не рішенням ЮНЕСКО.
У 1981 році АН УРСР розглянула питання «Про наукові принципи створення біосферних заповідників в Українській РСР», в рішенні якого було зазначено, що біосферні заповідники можна створювати тільки на базі природних заповідників.
На момент прийняття Закону в Україні вже були перші біосферні резервати, оголошені з існуючих природних заповідників. Коли в 1984 році Чорноморський заповідник і Асканія-Нова отримали сертифікати ЮНЕСКО (хоча вони не відповідали критеріям біосферних резерватів), національних парків ще фактично не було. Наступні два сертифікати також були видані територіям, які початково мали статус заповідників (Дунайський біосферний заповідник та Карпатський біосферний заповідник). Тож, як і більшість радянських біосферних заповідників, вони утворені саме шляхом реорганізації природних заповідників. Імовірно, саме тому назва категорії склалась історично як «біосферний заповідник». Нині в Україні створено ще 4 біосферні резервати, вже на базі національних парків. Таким чином у  країні існує 5 біосферних заповідників але 8 біосферних резерватів.